# Борово (община в Хорватии)
Борово (хорв. Borovo, серб. Борово) — община в Вуковарско-Сремской жупании Хорватии. Расположена на берегу Дуная, примыкает к городу Вуковар.
Площадь — 28 км². Население по данным переписи 2001 года составляет 5 360 человек, из них сербы — 86,57 %, хорваты — 7,93 %, венгры — 0,54 %, словаки — 0,39 %, русины — 0,35 %.